# Valuační okruh
V oboru abstraktní algebry je valuační okruh takový obor integrity {\displaystyle R}, že pro každý prvek {\displaystyle x} jeho podílového tělesa platí buď {\displaystyle x\in R} nebo {\displaystyle x^{-1}\in R}

## Příklady
- Každé těleso je (triviálně) valuačním okruhem.
- Okruh meromorfních funkcí v komplexní rovině, které mají Maclaurinovu řadu, je valuačním okruhem. Podílovým tělesem jsou všechny meromorfní funkce na komplexní rovině a pokud {\displaystyle f} nemá Maclaurinovu řadu, pak {\displaystyle 1/f} ji jistě má.